# Samy Seghir

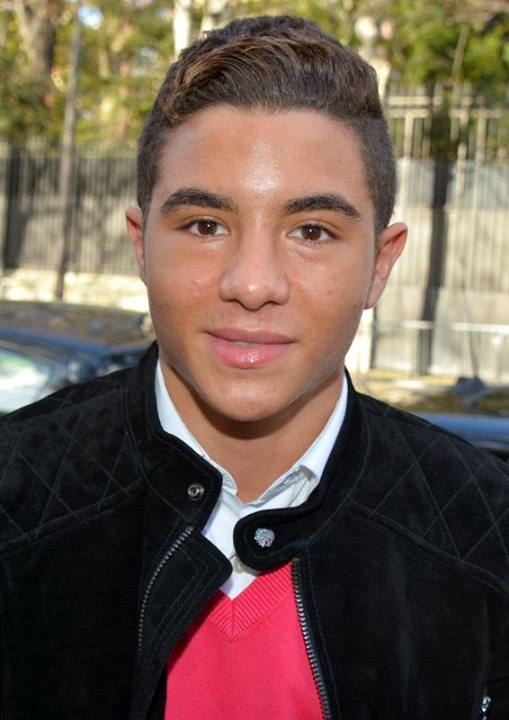
Samy Seghir 2013

Samy Seghir (* 29. Juli 1994 in Aubervilliers) ist ein französischer Schauspieler.

## Leben
Seghir kam als Kind algerischer Eltern in Aubervilliers zur Welt. Er kam 2006 zum Film; zu dem Zeitpunkt besuchte er gerade die fünfte Klasse des Collège Gabriel Péri in Aubervilliers. Seine Mutter meldete ihn bei einem Casting für den Film Michou d’Auber an, wo er Produzent Luc Besson überzeugte und schließlich an der Seite von Nathalie Baye und Gérard Depardieu spielte. Es folgten mehrere Filme für Kino und Fernsehen, darunter Leila – Die Tochter des Harki an der Seite von Leïla Bekhti.
In Gabriel Julien-Laferrières Neuilly sa mère! nach einer Geschichte von Djamel Bensalah übernahm Seghir 2009 seine erste Hauptrolle. Bensalah besetzte ihn wiederum 2011 in seinem Film Beur sur la ville an der Seite von Sandrine Kiberlain. Seghir hatte bereits 2007 in Big City unter der Regie von Bensalah gearbeitet.
Im César-nominierten Film Les petits princes von Vianney Lebasque hatte Seghir 2013 eine Nebenrolle als Fußballspieler inne. Im ebenfalls César-nominierten Sportfilm Zwischen den Wellen von Christophe Offenstein spielte er an der Seite von François Cluzet die Hauptrolle des Mano Ixa, der als blinder Passagier auf einem Einhandsegelboot an der Vendée Globe teilnimmt. Weitere Film- und Fernsehrollen folgten.

## Filmografie (Auswahl)
- 2006: Leila – Die Tochter des Harki (Harkis) (TV)
- 2006: Bonne nuit Malik
- 2007: Michou d’Auber
- 2007: Big City
- 2009: Les bleus: premiers pas dans la police (TV-Serie, eine Folge)
- 2009: Neuilly sa mère!
- 2010: Fracture (TV)
- 2011: Beur sur la ville
- 2011: Sleepless Night – Nacht der Vergeltung (Nuit blanche)
- 2012: Kommissar Caïn (Caïn, TV-Serie, eine Folge)
- 2013: Les petits princes
- 2013: Zwischen den Wellen (En solitaire)
- 2014: À toute épreuve
- 2020: Erde und Blut (La terre et le sang)